# Rio Grande Games
Rio Grande Games ist ein US-amerikanischer Spieleverlag, gegründet in Rio Rancho, New Mexico.
Das Unternehmen importiert hauptsächlich sogenannte „German-style“-Brettspiele und adaptiert diese für den nordamerikanischen Markt.

## Geschichte
1995 begann Jay Tummelson für Mayfair Games unter Darwin Bromley zu arbeiten. Zu dieser Zeit hatte Mayfair begonnen, „German-style“-Brettspiele zu importieren und sie unverändert in deutscher Version auf dem amerikanischen Markt zu verkaufen. Tummelson schlug zuerst vor, dass die Spiele eine englische Übersetzung enthalten sollen, und dann, dass sie eigenständig für das nordamerikanische Publikum umgesetzt werden sollen. Dies führte dazu, dass Mayfair ihre eigenen Versionen von „Detroit-/Cleveland Grand Prix“, Manhattan, Modern Art und den Siedlern von Catan veröffentlichte. Ein Bestandteil dieser Umsetzung war die eigene grafische Gestaltung der Spielmotive und Komponenten.
Nach diesen Erfahrungen glaubte Tummelson, dass es eine bessere Lösung sei, das gleiche Bildmaterial und die gleichen Bestandteile zu benutzen wie die originalen Spiele, um von den  gemeinsam günstigeren Produktionskosten zu profitieren. 1998 gründete er den Verlag Rio Grande Games, um diesen Ansatz zu verfolgen.
Seit dieser Zeit hat Rio Grande Games über 350 Spiele veröffentlicht und spielt eine bedeutende Rolle unter den Spieleverlagen in den USA.

## Bekannte Spiele von Rio Grande Games
Hier einige bekannte, preisgekrönte Spiele, die von Rio Grande Games in englischer Version veröffentlicht wurden:
Spiel des Jahres
- Dominion (2009)
- Zooloretto (2007)
- Thurn und Taxis (2006)
- Niagara (2005)
- Alhambra (2003)
- Carcassonne (2001)
- Torres (2000)
- Tikal (1999)
- Elfenland (1998)
- Mississippi Queen (1997)
- El Grande (1996)

Deutscher Spiele Preis
- Dominion (2009)
- Louis XIV (2005)
- Sankt Petersburg (2004)
- Amun-Re (2003)
- Puerto Rico (2002)
- Carcassonne (2001)
- Tadsch Mahal (2000)
- Tikal (1999)
- Löwenherz (1997)
- El Grande (1996)